# Kainji-Damm

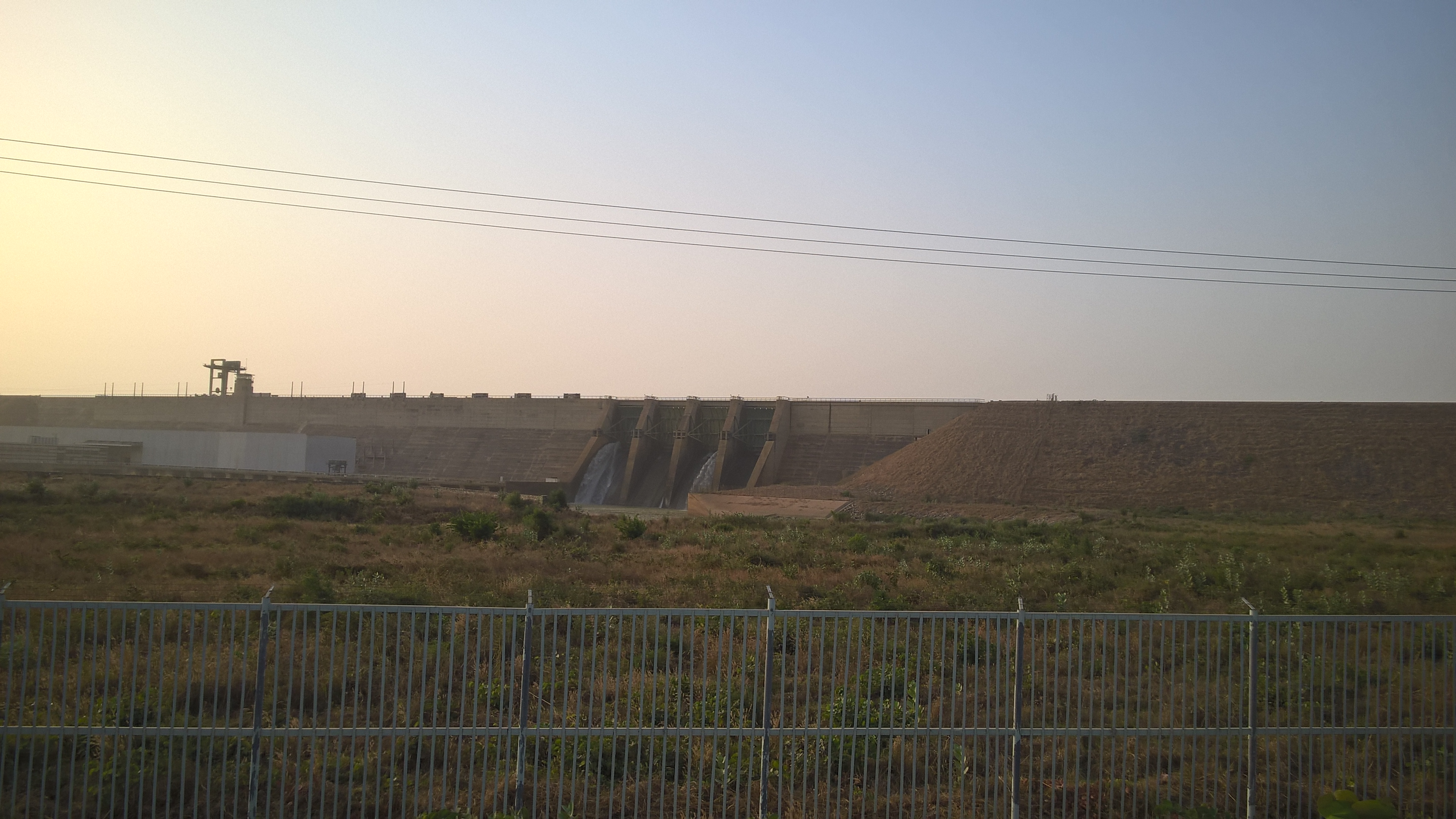
Kainji-Damm (2017)

Der Kainji-Damm ist ein Staudamm über den Niger im Bundesstaat Niger in Zentralnigeria. Der Bau des Staudamms wurde von Impregilo (einem Konsortium italienischer Bauunternehmer) nach den Entwürfen der Joint Consultants Balfour Beatty und Nedeco durchgeführt und begann 1964 und wurde 1968 abgeschlossen. Die Gesamtkosten wurden auf 209 Millionen US-Dollar geschätzt (dies entspricht etwa 1,3 Milliarden US-Dollar im Jahr 2019), wobei ein Viertel dieses Betrags für die Wiederansiedlung der Menschen verwendet wurde, die durch den Bau des Staudamms und seines Stausees, des Kainji-Sees, vertrieben wurden.

## Größe
Der Kainji-Damm erstreckt sich über etwa 10 Kilometer, einschließlich seines Satteldamms, der ein Nebental abschließt. Der primäre Abschnitt über den Abfluss in den Niger beträgt 550 Meter. Der größte Teil des Bauwerks besteht aus Erde, aber der mittlere Abschnitt, der die Wasserkraftturbinen beherbergt, wurde aus Beton gebaut. Dieser Abschnitt ist 65 Meter hoch. Der Kanji-Damm ist einer der längsten Dämme der Welt.

## Stromerzeugung
Der Staudamm wurde für eine Erzeugungskapazität von 960 Megawatt (1.290.000 PS) ausgelegt; allerdings wurden nur 8 seiner 12 Turbinen installiert, so dass die Kapazität auf 760 Megawatt (1.020.000 PS) reduziert wurde. Der Staudamm erzeugt Strom für alle großen Städte Nigerias. Ein Teil des Stroms wird an das Nachbarland Niger verkauft. Darüber hinaus haben gelegentliche Dürreperioden den Wasserfluss des Niger unberechenbar gemacht, wodurch die elektrische Leistung des Staudamms abnimmt.

## Schleuse
Der Damm verfügt über eine Einzelschleusenkammer, die in der Lage ist, Lastkähne 49 Meter zu heben.

## Überflutungen

### 1998
Im Oktober 1998 wurde als Reaktion auf die Überschwemmungen flussaufwärts ein Sturzbach aus dem Damm freigegeben, der die Flussufer sprengte. Flussabwärts vom Damm wurden 60 Dörfer überflutet. Haustiere ertranken und Deiche sowie mehrere Bauernhöfe wurden weggespült. Die Dammbeamten wurden kritisiert, weil sie zu lange gewartet und dann zu viel Wasser abgelassen hätten.

### 1999
Im Jahr 1999 führte das unkoordinierte Öffnen der Schleusentore zu lokalen Überschwemmungen in etwa 60 Dörfern.

## Kainji-See
Der Kainji-See ist etwa 135 Kilometer lang und an seiner breitesten Stelle etwa 30 Kilometer breit und unterstützt die Bewässerung und eine lokale Fischereiindustrie.